# Aetea anguina
Aetea anguina is een mosdiertjessoort uit de familie van de Aeteidae. De wetenschappelijke naam van de soort is, als Sertularia anguina, voor het eerst geldig gepubliceerd in 1758 door Carl Linnaeus. De A. anguina is een kruipende mosdiertjessoort, waarvan de zoïden eruitzien als witte buisjes, aan het uiteinde iets verwijd en teruggebogen naar het substraat. Met het blote oog zijn ze ternauwernood te onderscheiden tussen andere begroeiing.